# Ron Jones (compositor)
Ron Jones (nacido el 3 de junio de 1956, Pittsburgh, Pennsylvania) es un compositor estadounidense que escribió bandas sonoras para series de televisión, incluyendo Star Trek: The Next Generation, Patoaventuras, American Dad, Chip y Dale al rescate y Padre de familia. En la propia serie fue recreado en el episodio Brian Does Hollywood como compositor musical para películas pornográficas siendo nominado a un premio Woody (lo cual equivaldría a un Oscar de las películas X). También es uno de los dos compositores del tema de inicio de Los padrinos mágicos, serie de Nickelodeon.
A pesar de ser aclamado por la crítica por su trabajo en Star Trek: The Next Generation, Jones fue despedido en la cuarta temporada de la serie por el productor Rick Berman después de repetidos desacuerdos sobre como ajustar la música dramática al programa. Después de lo sucedido, Jones criticó el tipo de música utilizada bajo la administración de Berman, Jones lo calificó como muy poco melódico y más como un bloc.
Para el episodio 100 de Padre de familia, Stewie Kills Lois, Jones repitió su música procedente de la serie Star Trek Next Generation, el episodio de dos partes The Best of Both Worlds, siendo considerada como la pieza final de la música de Star Trek que jamás se haya compuesto.
Recientemente recibió una nominación a los Emmy como compositor musical para series por el episodio Lois Kills Stewie (Continuación del episodio Stewie Kills Lois) de Padre de familia.

## Filmografía (Series de TV)
- Patoaventuras (1987-1988) The Walt Disney Company.
- Star Trek: The Next Generation (1987-1991) Paramount Pictures.
- Superman (1988) Ruby-Spears Productions.
- Chip y Dale al rescate (1989) The Walt Disney Company.
- Padre de familia (1999-presente) Fox Broadcasting Company.
- American Dad (2005-presente) Fox Broadcasting Company.

## Discografía selecta
- Star Trek - The Next Generation: Music From The Original Television Soundtrack, Volume Two (The Best Of Both Worlds) (GNP Crescendo)
- "Superman" (1988 Ruby-Spears animated series), disc 7 of "Superman: The Music (1978-1988), released by Film Score Monthly.